# DKK2
DKK2 (англ. Dickkopf WNT signaling pathway inhibitor 2) – білок, який кодується однойменним геном, розташованим у людей на короткому плечі 4-ї хромосоми.  Довжина поліпептидного ланцюга білка становить 259 амінокислот, а молекулярна маса — 28 447.
| 10         |  | 20         |  | 30         |  | 40         |  | 50         |
| ---------- |  | ---------- |  | ---------- |  | ---------- |  | ---------- |
| MAALMRSKDS |  | SCCLLLLAAV |  | LMVESSQIGS |  | SRAKLNSIKS |  | SLGGETPGQA |
| ANRSAGMYQG |  | LAFGGSKKGK |  | NLGQAYPCSS |  | DKECEVGRYC |  | HSPHQGSSAC |
| MVCRRKKKRC |  | HRDGMCCPST |  | RCNNGICIPV |  | TESILTPHIP |  | ALDGTRHRDR |
| NHGHYSNHDL |  | GWQNLGRPHT |  | KMSHIKGHEG |  | DPCLRSSDCI |  | EGFCCARHFW |
| TKICKPVLHQ |  | GEVCTKQRKK |  | GSHGLEIFQR |  | CDCAKGLSCK |  | VWKDATYSSK |
| ARLHVCQKI  |  |            |  |            |  |            |  |            |

A: Аланін

C: Цистеїн

D: Аспарагінова кислота

E: Глутамінова кислота

F: Фенілаланін

G: Гліцин

H: Гістидин

I: Ізолейцин

K: Лізин

L: Лейцин

M: Метіонін

N: Аспарагін

P: Пролін

Q: Глутамін

R: Аргінін

S: Серин

T: Треонін

V: Валін

W: Триптофан

Кодований геном білок за функцією належить до білків розвитку. 
Задіяний у таких біологічних процесах як сигнальний шлях Wnt, поліморфізм. 
Секретований назовні.